# Jacqueline Laurent (attrice 1918)
Jacqueline Laurent, nome d'arte di Jacqueline Suzanne Janin; talvolta accreditata come Jacqueline Sylvère (Brienne-le-Château, 6 agosto 1918 – Grasse, 18 dicembre 2009), è stata un'attrice francese, attiva fra gli anni trenta e sessanta.

## Biografia
La sua filmografia consta di pochi titoli. È tuttavia ricordata per alcune partecipazioni a film del cinema italiano. Apparve a seno nudo, destando scalpore per l'epoca, nel film
di Giorgio Pàstina Le vie del peccato, del 1946.
È stata doppiata in italiano da varie attrici quali Lydia Simoneschi, Rosetta Calavetta, Andreina Pagnani.

## Filmografia
- Gaspard de Besse (1935, accreditata come Jacqueline Sylvère)
- Sarati il terribile (1937)
- I ragazzi del giudice Hardy (1938)
- Alba tragica (1939)
- L'homme qui joue avec le feu (1942)
- Addio, amore! (1943)
- Les Deux Timides, regia di Yves Allégret (1943)
- Un chapeau de paille d'Italie (1944)
- L'abito nero da sposa (1945)
- Le vie del peccato (1946)
- Cameriera bella presenza offresi... (1951, non accreditata)
- Le coup de grâce (1965, non accreditata)